# Ferdinand Milučký

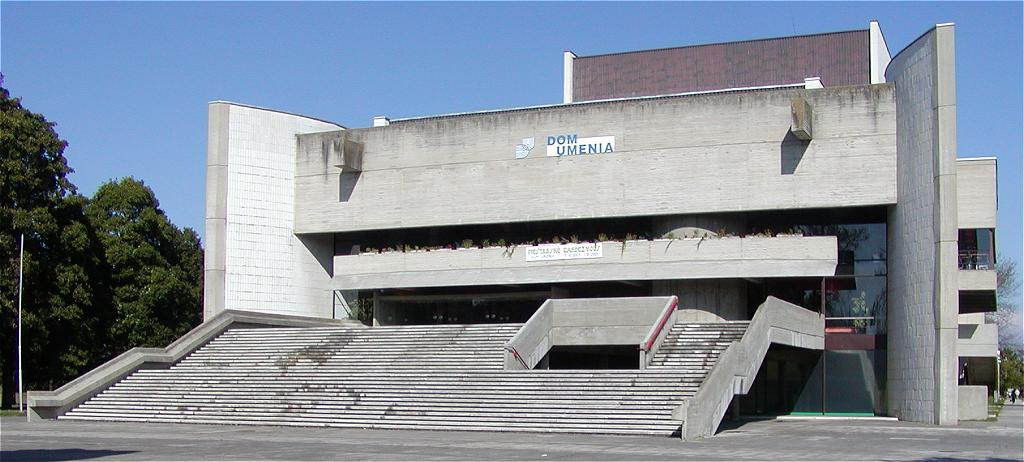
Dům umění Piešťany (1974–1979).

Ferdinand Milučký (26. září 1929 – 26. července 2019) byl slovenský architekt a projektant.
Věnoval se občanské a bytové výstavbě, jakož i výstavnictví. Je autorem krematoria v Bratislavě, spoluautorem sídliště Trávniky v Bratislavě, Domu umění v Piešťanech, budovy bývalého československého velvyslanectví v Římě apod. Získal Cenu Dušana Jurkoviče (1964, 66, 67, 72, 88), Řád Ľudovíta Štúra II. třídy (1. září 2005).

## Život
Ferdinand Milučký se narodil v Rajci. Jeho otec byl klempíř. Formovala ho historie rodného města i lidová architektura okolních vesnic.
Po absolvování gymnázia se zapsal na Slovensku vysokou školu technickou (dnes Slovenská technická univerzita) a postupně se dostával do kontaktu s moderní architekturou. Jeho profesorem byl Jan E. Koula. Jako jeho asistent se Milučký zúčastnil na výzkumech lidové architektury. Zřejmě právě zde se mu podařilo proniknout do nejhlubší podstaty lidové architektury, což později hojně využíval ve svých dílech.
Získal čestné občanství města Rajec, pro které v roce 1991 rekonstruoval renesanční radnici na Náměstí SNP. Žil v Bratislavě ve vlastním domě, na kterém lze poznat mnohé charakteristické prvky jeho tvorby.

## Dílo
Tvořivě byl blízký s Emilem Bellušem, se kterým se jako jeho asistent zúčastnil soutěžních projektů bratislavského Slavína a velvyslanectví v Pekingu. V roce 1958 začal tvořit v Krajském projektovém ústavu v Bratislavě. Od roku 1970 ve Sdružení projektových ateliérů a nakonec se vrátil do Stavoprojektu. Ve své tvorbě si často zval umělce galandovské skupiny. Na začátku spolupracoval s Vojtechem Vilhanem. Podařilo se mu úspěšně vyhnout socialistickému realismu. V tomto období dělal zejména výstavy Expo 67 v Montrealu, interiér Bratislavské restaurace a Slovenské koliby, výstava Družstevní byt v Bratislavě (1958).
V 60. letech přichází jeho první velká příležitost – první krematorium na Slovensku. Na projektu začal pracovat v roce 1962. V 70. letech navrhl Dům umění v Piešťanech. Celá 80. léta pracoval v prostředí památkové zóny Bratislavy – historické jádro a Hradní vrch. Jeho návrhy však zůstaly z velké většiny nerealizovány. Ve spolupráci s architekty Peterem Boudou, Ivanem Masárem a akademickým sochařem, docentem Askoldem Zackou navrhuje v druhé etapě obnovy bratislavského hradního areálu expozici Klenoty dávné minulosti Slovenska.
Z další tvorby: Výstavní pavilony PKO (1975), sídliště Trávniky (1968) a Park Andreje Hlinky (1978), které jsou součástí bratislavské městské části Ružinov.